# Partaón (rey)
Según la mitología griega, Partaón o Portaón (en griego antiguo Πορθάων, Portháon) fue un rey de las ciudades de Pleurón y Calidón, en la región de Etolia. Era hijo de Agenor y Epicaste, y mencionado por abolengo como nieto de Pleurón.
Tomando como esposa a Éurite, hija de Hipodamante, engendró como su hijo primogénito al «caballero» Eneo, quien le sucedió en el reino de Calidón. Después nacieron sus otros cuatro hijos: Agrio, Alcátoo, Melas y Leucopeo o Pilo. Algunos autores, como Homero, le llaman Porteo. Una genealogía distinta aporta Antonino Liberal, que lo hace convenientemente hijo de Ares. En la versión más antigua se nos dice que Partaón tuvo dos mujeres. Por la primera, Éurite, fue padre de sus hijos varones. Por su segunda esposa, Laótoe, «irreprochable reina hiperea», fue padre de tres muchachas, Euritemiste, Estratonice y Estérope, protagonistas de una de las Eeas de Hesíodo. Las tres vivían libres de los palacios paternos y se pasaban el día actuando como ninfas en las montañas de Pleurón. También se dice que por una sierva innominada fue el padre del argonauta Laocoonte. Otros más alegan que Día, la consorte de su hijo Agrio, era también hija de Partaón.